# Stazione di Niki
La stazione di Niki (仁木駅?, Niki-eki) è una fermata ferroviaria situata nella cittadina di Niki, in Hokkaidō, Giappone, lungo la linea principale Hakodate della JR Hokkaido.

## Strutture e impianti
La fermata è dotata di un solo marciapiede con un unico binario, serviti da entrambe le direzioni. Il fabbricato viaggiatori, a singolo piano e in cemento armato, ospita una sala d'attesa,

## Movimento
Presso questa stazione fermano solamente i treni locali, con una frequenza media di un treno all'ora.

## Servizi
Il fabbricato viaggiatori è dotato di una piccola sala d'attesa.
- Sala d'attesa

## Interscambi
- Fermata autobus (fermata di Niki Yakuba-mae)